# 庞加莱不等式
数学中，庞加莱不等式（英語：Poincaré inequality）是索伯列夫空间理论中的一个结果，由法国数学家昂利·庞加莱命名。这个不等式说明了一个函数的行为可以用这个函数的变化率的行为和它的定义域的几何性质来控制。也就是说，已知函数的变化率和定义域的情况下，可以对函数的上界作出估计。庞加莱不等式在现代的变分法理论中有重要应用。一个与之相近的结果是弗里德里希不等式（英語：Friedrichs's inequality）。

## 叙述

### 经典形式
设p是一个大于等于1的实数，n是一个正整数。{\displaystyle \Omega } 是n维欧几里得空间{\displaystyle \mathbb {R} ^{n}}上的一个有界开子集，并且其边界是满足利普希兹条件的区域（也就是说它的边界是一个利普希茨连续函数的图像）。在这种情况下，存在一个只与{\displaystyle \Omega } 和p有关的常数C，使得对索伯列夫空间{\displaystyle \mathbb {W} ^{1,p}(\Omega )} 中所有的函数u，都有：
其中的{\displaystyle \|\cdot \|_{L^{p}}} 指的是Lp空间之中的范数，
{\displaystyle u_{\Omega }={\frac {1}{|\Omega |}}\int _{\Omega }u(y)\,\mathrm {d} y}
是函数u在定义域{\displaystyle \Omega } 上的平均值，而{\displaystyle |\Omega |}指的是区域{\displaystyle \Omega }的勒贝格测度。

### 推广
在其他的索伯列夫空间上也有与庞加莱不等式类似的结果。比如说，定义空间H1/2(T2)是单位环面T2上的Lp空间中傅里叶变换û满足
{\displaystyle [u]_{H^{1/2}(\mathbf {T} ^{2})}^{2}=\sum _{k\in \mathbf {Z} ^{2}}|k|{\big |}{\hat {u}}(k){\big |}^{2}<+\infty :}
的函数u所构成的空间，那么存在一个常数C，使得对于每个H1/2(T2)中的函数u，如果它在单位环面T2的某个开子集上恒等于零，那么就有
{\displaystyle \int _{\mathbf {T} ^{2}}|u(x)|^{2}\,\mathrm {d} x\leq C\left(1+{\frac {1}{\mathrm {cap} (E\times \{0\})}}\right)[u]_{H^{1/2}(\mathbf {T} ^{2})}^{2},}
其中的{\displaystyle \mathrm {cap} (E\times \{0\})} 指的是{\displaystyle E\times \{0\}}作为一个R3中的子集的调和容度。

## 庞加莱常数
以上不等式中的常数C的最优值被称为区域{\displaystyle \Omega } 中的庞加莱常数。确定一个区域的庞加莱常数通常是一个困难的工作，与常数p的值以及区域{\displaystyle \Omega } 的几何性质有关。在某些特定的条件下，比如已知区域{\displaystyle \Omega } 是一个有界的凸区域，并且直径是d，那么当p=1的时候，庞加莱常数至多等于{\displaystyle \scriptstyle {\frac {d}{2}}}。而当p=2的时候，庞加莱常数至多等于{\displaystyle \scriptstyle {\frac {d}{\pi }}}。这是只包含直径d的最佳估计。在维数是一维的时候，有维廷格函数不等式（英語：Wirtinger's inequality）。
然而，在特殊情况下，庞加莱常数C可以被完全确定。例如，当p=2，区域是单位等腰直角三角形的时候，可以得出庞加莱常数{\displaystyle \scriptstyle C={\frac {1}{\pi }}}，这个值严格小于估计{\displaystyle \scriptstyle {\frac {d}{\pi }}}，因为这时{\displaystyle \scriptstyle {d={\sqrt {2}}}}。